# Bishop’s Island (Clare)
Bishop’s Island (irisch Oileán an Easpaig Ghortaigh) ist eine kleine, steile Felsinsel (ein so genannter Stack) von 65 m Höhe, etwa zwei Kilometer westsüdwestlich von Kilkee. Stacks sind natürliche durch Prozesse der Küstengeomorphologie durch Wind und Wasser gebildete vom Festland abgetrennte Küstenbereiche. Bishop’s Island liegt vor der Westküste des County Clare in Irland. Es liegt unterhalb der Cliffs of Moher, 80–100 m vor der Steilküste, gegenüber dem Townland Foohagh (An Fhuathach) und ist nur per Boot erreichbar. Die Reste einer Kapelle (Oratorium) und einer Bienenkorbhütte (irisch Clochán) werden einer Einsiedelei des St. Senan (gest. 546) zugeschrieben. Auf der Insel stehen außerdem zwei schmucklose Steinsäulen (englisch pillar).